# Ист Рокингам (Северна Каролина)
Ист Рокингам (енгл. East Rockingham) насељено је место без административног статуса у америчкој савезној држави Северна Каролина.

## Демографија
По попису из 2010. године број становника је 3.736, што је 149 (-3,8%) становника мање него 2000. године.
| Група             | 2000.         | 2010.         |
| Белци             | 3.091 (79,6%) | 2.515 (67,3%) |
| Афроамериканци    | 464 (11,9%)   | 626 (16,8%)   |
| Азијати           | 25 (0,6%)     | 22 (0,6%)     |
| Хиспаноамериканци | 199 (5,1%)    | 395 (10,6%)   |
| Укупно            | 3.885         | 3.736         |